# 9か月
『9か月』（きゅうかげつ、Nine Months）は、1995年のアメリカ合衆国のロマンティック・コメディ映画。1994年のフランス映画『愛するための第9章』（原題Neuf mois「9か月」）のリメイクである。監督はクリス・コロンバス、主演はヒュー・グラント。

## 概要
当時、『ホーム・アローン』シリーズでコメディ映画の旗手と謳われたクリス・コロンバスが大人のコメディに挑戦した作品。主演にイギリス出身の人気俳優ヒュー・グラントを迎え、ジュリアン・ムーア、トム・アーノルド、ジョーン・キューザック、ジェフ・ゴールドブラム、そしてロビン・ウィリアムズらベテラン勢が脇を固めている。フランス映画『愛するための第9章』のリメイクで子供が生まれる前の葛藤と騒動が一連のテーマのコメディ。脚本はコロンバス監督自身が手掛けており、アクション俳優であるクリストファー・ランバートが製作総指揮を務めてもいる。

## あらすじ
子ども専門の精神科医であるサミュエル（ヒュー・グラント）と恋人のレベッカ（ジュリアン・ムーア）は順風満帆な5年間の恋愛生活を送っていた。ある日、サミュエルは売れない画家の友人ショーン（ジェフ・ゴールドブラム）の家に招かれる。彼の家に向かう途中の車で、レベッカは妊娠を告白。ピルを飲んでいながらの妊娠だったが、意図的なものではなく、ピルの成功率は97％だからだという。出産に対する意欲が満々のレベッカとは対照的に、サミュエルは毎日「父は超クソだ」という悩みを持っている子を相手にしていることもあって、子供が欲しくなかった。だがそんなことを口にもできず、出産に対する不安は日に日に高まっていくばかり。ある日サミュエルとレベッカは産婦人科へ足を運ぶ。ベテラン産婦人科医がマイアミ旅行で不在だったので、ロシアから来たばかりで動物を扱っていたという変人コソヴィッチ医師（ロビン・ウィリアムズ）が診察する。家の猫はダメといってpussy!などを多用するので誤解だらけの会話となる。いずれにしろ、妊娠は事実だった。16年一緒にすごした猫や2人だけのスポーツカーも諦めなければならないといわれる。サミュエルの苦手なショーンの姉夫婦、ゲイル（ジョーン・キューザック）とマーティ（トム・アーノルド）にもレベッカの妊娠がバレてしまい、周囲の期待も徐々に高まっていく。ゲイルも妊娠していることからレベッカはゲイルと仲良くし始め、サミュエルの不安はだんだん仕事にも支障をきたし始めた。だが生まれるものを止められるはずもない。
父親になることに恐れてイライラするサミュエルは、レベッカの超音波検査の時間にも遅れた。レベッカの不安は頂点に達し、ついに彼女は家を出て、今や良き相談相手となったドワイヤー夫妻の家へ行く。残されたサミュエルは、レベッカが忘れていったと医者に託された彼女の胎内を映したビデオを一人で見ると、そこには2人の愛の結晶が確かに動いていた。彼は感動を覚え、初めて赤ん坊が愛しく思えた。画家のショーンは子どもがいらないと前の恋人と別れたことを後悔している。サミュエルは腹部の痛みで緊急入院したレベッカにプロポーズし、二人は晴れて結婚した。予定まであと2週間と迫った頃、レストランで昔の知人女性に会った直後に、レベッカが急に破水し、サンフランシスコの坂を病院へと急行する。途中、交通事故を起こし、その人たちも一緒にクルマに乗せて走る。病院にはゲイルも産気づいて入院していた。担当医は休暇中で、なんとあの新米のコソヴィッチしかいない。満月で分娩が多くててんやわんやという彼は「人間の分娩は初めて」だという。男だと信じ込みビデオを撮りまくるショーンとの大騒動の末に、2組の赤ちゃんは無事に生まれた。サミュエルは今初めて、父親になった喜びを噛みしめていた。

## キャスト
- サミュエル・フォークナー - ヒュー・グラント（吹替：井上純一）
- レベッカ・テイラー - ジュリアン・ムーア（吹替：戸田恵子）
- ゲイル・ドワイアー - ジョーン・キューザック（吹替：山田栄子）
- マーティ・ドワイアー - トム・アーノルド（吹替：屋良有作）
- ショーン・フレッチャー - ジェフ・ゴールドブラム（吹替：谷口節）
- Dr. コスヴィッチ - ロビン・ウィリアムズ（吹替：江原正士）
- リリー - ミア・コテット（吹替：新山志保）
- シャノン・ドワイアー - アシュレー・ジョンソン（吹替：桑島法子）
- モリー・ドワイアー - アレクサ・ヴェガ（吹替：池澤春菜）
- 老女 - パトリシア・オールデン（吹替：磯辺万沙子）
- アーニー - チャールズ・マーティネー（吹替：真地勇志）
- Dr. サッチャー - エミリー・ヤンシー（吹替：寺瀬めぐみ）
- Dr. ニューソー - テレンス・マクガヴァン（吹替：辻親八）
- 黒人看護師 - ダイアン・エイモス（吹替：水原リン）

## スタッフ
- 監督：クリス・コロンバス
- 製作：アンヌ・フランソワ、クリス・コロンバス、マーク・ラドクリフ、マイケル・バーナサン
- 製作総指揮：ジョーン・ブラッドショウ、クリストファー・ランバート
- 脚本：クリス・コロンバス
- 音楽：ハンス・ジマー
- 撮影：ドナルド・マカルパイン
- 編集：ラジャ・ゴズネル、スティーヴン・E・リフキン